# دکتر ششم
دکتر ششم یکی از تجسم‌های دکتر، قهرمان مجموعه تلویزیونی علمی-تخیلی بی‌بی‌سی دکتر هو است. او توسط کالین بیکر به تصویر کشیده شده‌است. اگرچه زمان حضور تلویزیونی وی در سریال نسبتاً کوتاه و آشفته بود ولی بیکر نقشش را به عنوان ششمین دکتر در محدوده بیگ فینیش در بخش کلاسیک پادکست‌های دکتر هو ادامه داد. در روایت سریال، دکتر ارباب زمان بیگانه چندصدساله از سیاره گلفری است که به‌طور مکرر به همراه همراهانش با سفینه‌اش تاردیس در زمان و فضا سفر می‌کند. در پایان زندگی اش، دکتر می‌تواند بدن خود را تجدید حیات کند. در نتیجه، ظاهر بدنی و شخصیت او تغییر می‌کند. بیکر ششمین تجسم دکتر را، شخصیتی متکبر و پرزرق و برق در لباس‌هایی با رنگ روشن و ناسازگار که چهره خارق‌العاده و غالباً شخصیتی او را از همه تجسم‌های قبلی خود جدا می‌کند، به تصویر می‌کشد.
دکتر ششم در سه فصل ظاهر شد. اولین حضور او در در آخر قسمت پایانی غارهای اندروزانی بود که در آن دکتر پنجم تجدید حیات می‌کند و پس از آن در سریال بعدی اش دوقلوهای معضل، به عنوان نقش اصلی حضور یافت که آخرین سریال آن فصل بود. در دوره دکتر ششم با تصمیم مایکل گرید ، کنترل‌کننده بی‌بی‌سی، قرار شد که این سریال را در یک «وقفه» ۱۸ ماهه بین فصول ۲۲ و ۲۳ قرار دهد، و در این دوره تنها داستان جدید دکتر هو، لغزش بود که در طول وقفه ساخته شد و درواقع یک پادکست بود و به عنوان بخشی از یک مجله کودکان به نام رادیو چهار غارتگر، در ۶ قسمت (هر قسمت ۱۰ دقیقه) از رادیو ۴ بی‌بی‌سی از ۲۵ ژوئیه تا ۸ اوت ۱۹۸۵ پخش شد. قرارداد کالین بیکر چهارساله بود، اما مانند بازیگر قبلی دکتر پیتر دیویسن پس از گذشت تنها سه سال، مجموعه را ترک کرد.
پیش از به تعویق افتادن مجموعه، چند قسمت برای فصل ۲۳ آماده شده بودند که آنها، «نمایشگاه کابوس»، «شر نهایی»، «مأموریت به مگنوس»، «تب زرد و چگونه می‌توان آن را درمان کرد»، قرار بود داستانهای باقی مانده با همان زمان ۲۵ دقیقه ای نیز تولید شوند؛ ولی همه اینها در ۱۹۸۵ حذف شدند و جای خود را به یک آرک داستانی ۱۴ قسمته به نام محاکمه ارباب زمان دادند.  دکتر ششم در ویژه برنامه ابعاد زمان نیز حضور یافت. همچنین رمان‌ها و پادکستهایی با نام دکتر ششم وجود دارد و این شخصیت در تولید مدرن دهه ۲۰۰۰ این نمایش چندین بار به بصری ارجاع داده شده‌است.
بیش از هر تجسم عادی دیگری، بغیر از دکتر هشتم، دکتر ششم به شدت در دنیای دکتر هو گسترش یافته‌است، که مهمترین حضورش در پادکست‌های تولید شده توسط تولیدات بیگ فینیش است. در کتاب توطئه ماریان (۲۰۰۰)، یک همراه جدید برای دکتر ششم معرفی شد که نامش دکتر اویلین اسمیت بود، اسمیت یک استاد تاریخ میانسال در آستانه بازنشستگی اجباری بود که زبانی تند و تمایلی به تحمل نگرش دکتر نداشت و به همین دلیل اسمیت تمایلات ناخوشایند دکتر را حذف کرد و به همین دلیل، دکتر ششم به شخصیتی دلسوزتر و دوست داشتنی تر تبدیل شد. علاوه بر این، با شروع پخش زمان واقعی (۲۰۰۳)، لباس او به یک رنگ آبی تک رنگ تغییر یافت، که از آن زمان در بسیاری از پادکست‌ها نمایش داده شد.